# Meishan Shuiku
Meishan Shuiku (kinesiska: 梅山水库) är en reservoar i Kina. Den ligger i provinsen Anhui, i den östra delen av landet, omkring 140 kilometer väster om provinshuvudstaden Hefei. Meishan Shuiku ligger 107 meter över havet. Arean är 24,7 kvadratkilometer. I omgivningarna runt Meishan Shuiku växer i huvudsak blandskog. Den sträcker sig 20,8 kilometer i nord-sydlig riktning, och 18,0 kilometer i öst-västlig riktning.
Genomsnittlig årsnederbörd är 1 451 millimeter. Den regnigaste månaden är juli, med i genomsnitt 275 mm nederbörd, och den torraste är januari, med 33 mm nederbörd.